# The Edge of Destruction
The Edge of Destruction, El borde de la destrucción (también conocida como Inside the Spaceship, Dentro de la nave espacial) es el tercer serial de la serie británica de ciencia ficción Doctor Who, emitido en dos episodios semanales el 8 y el 15 de febrero de 1964. Se distingue por ser un raro serial de bajo presupuesto, en el sentido de que toda la historia ocurre en un solo escenario y sólo con el reparto principal. También sirve para resolver varios hilos argumentales de los personajes que se han presentado en las once semanas anteriores.

## Argumento
Mientras el Primer Doctor intenta reparar los circuitos de navegación estropeados de la TARDIS, se produce una pequeña explosión. El Doctor, Barbara, Ian y Susan quedan temporalmente inconscientes. Tras despertar, Ian y Susan parecen sufrir amnesia, y todo el mundo comienza a actuar de forma extraña. Ocurren eventos extraños en la TARDIS, y los viajeros comienzan a desconfiar unos de otros. El Doctor acusa a Ian y Barbara de sabotaje. Temiendo que hayan sido poseídos por alguna fuerza alienígena o hayan saboteado intencionadamente la TARDIS para obligarle a devolverles a 1963, el Doctor droga a Barbara e Ian sin saber que este también sospecha y no se toma la bebida que le da. El Doctor intenta investigar el problema sin interferencia.
Gradualmente se hace claro que los eventos extraños son un intento de la TARDIS misma de avisar a la tripulación de que algo va mal. Gracias a la reunión de pistas de Barbara, el Doctor localiza el problema en un resorte roto en la Palanca de Retorno Rápido. La avería está haciendo que la TARDIS viaje hasta el principio del tiempo. Los eventos extraños eran sólo los intentos de la TARDIS de avisar a sus pasajeros antes de que la nave fuera destruida. Al arreglar la palanca, todo vuelve a la normalidad. Aunque se ha salvado el día, Barbara aún se siente afectada por las palabras crueles que le dijo el Doctor antes, y este se ve forzado a hacer lo que menos le gusta, pedir disculpas y admitir que se había equivocado con Ian y Barbara.
La historia concluye cuando la TARDIS se materializa en un paisaje nevado, donde Susan ve una huella gigante en la nieve.

### Continuidad
- En este serial se introduce la idea de que la consola de la TARDIS y el rotor temporal utilizan directamente la energía que conduce la nave, y que la TARDIS está "viva" y tiene cierta conciencia de sí misma.[1] Estas ideas volverían ocasionalmente en el transcurso de la serie clásica, pero se convertirían en hilos argumentales importantes en la serie moderna, en particular en los episodios Explosión en la ciudad, El momento de la despedida y La mujer del Doctor.
- Cuando Ian examina al Doctor herido, remarca que "su corazón parece estar bien". No fue hasta el serial del Tercer Doctor Spearhead from Space que se introdujo el concepto de que el Doctor tiene dos corazones. En la novela The Man in the Velvet Mask se dice, para explicar esta inconsistencia, que el Doctor no desarrolló el segundo corazón hasta que se regeneró en el Segundo Doctor. Sin embargo la canonicidad de las publicaciones no televisivas nunca ha estado clara.
- Esta historia establece explícitamente que el Doctor y Susan han visitado otros mundos antes de la Tierra de 1963. Susan menciona que hace cuatro o cinco viajes habían visitado el planeta Quinnis donde estuvieron a punto de perder la TARDIS. Esta historia se contaría en el audiodrama de 2010 Quinnis.
- Al final de la historia, se menciona por primera vez el guardarropa gigante del Doctor, cuando Ian coge un abrigo que el Doctor había recibido de Gilbert y Sullivan.
- La mala pronunciación del Doctor del apellido de Ian que había comenzado en la historia anterior, The Daleks, se usa en este episodio para remarcar que todo ha vuelto a la normalidad tras el clímax. Aquí, el Doctor le llama Ian "Charterhouse".

## Producción
| Episodio                | Fecha de emisión      | Duración | Espectadores en millones | Estado en el archivo |
| ----------------------- | --------------------- | -------- | ------------------------ | -------------------- |
| The Edge of Destruction | 8 de febrero de 1964  | 25:04    | 10,4                     | Película de 16mm     |
| The Brink of Disaster   | 15 de febrero de 1964 | 22:11    | 9,9                      | Película de 16mm     |

David Whitaker escribió esta historia en dos días. La crearon como una historia de relleno para que la serie ocupara una temporada de trece episodios, que eran los que se habían contratado en esta fecha. Las restricciones de presupuesto hicieron que sólo los cuatro actores regulares y el escenario de la TARDIS estuvieran disponibles para la grabación. La tarea de dirigir el serial se asignó originalmente a Paddy Russell, pero no estaba disponible para la fecha de grabación, así que se sugirió a Mervyn Pinfield para reemplazarla. Al final el elegido fue Richard Martin, pero no estuvo disponible durante gran parte del segundo episodio, por lo que Frank Cox tuvo que sustituirle. Los episodios se rodaron en los Estudios de Lime Grove el 17 y el 24 de enero de 1964.
La palanca de "retorno rápido" de la consola de la TARDIS parecía tener una etiqueta escrita con lápiz. La razón por la que se hizo así es desconocida. En el DVD, el diseñador Raymond Cusick supone que la escribieron durante los ensayos como una guía, y la conjetura de la productora Verity Lambert es que se escribió para que Hartnell pudiera encontrar la palanca. Ambos están de acuerdo, sin embargo, de que la etiqueta de la palanca se suponía que no debía ser vista. Carole Ann Ford declara que William Hartnell y ella etiquetaban los controles del panel de control de la TARDIS durante los ensayos, y daban por hecho que esas etiquetas se quitaban antes de la filmación.

### Títulos alternativos
Los dos episodios del serial tenían títulos alternativos, respectivamente, The Edge of Destruction y The Brink of Disaster. Como en los otros seriales primitivos de Doctor Who, hay diferentes opiniones sobre cual es el título global apropiado para este serial.
Los títulos variados a lo largo de los años incluyen:
- Inspide the Spaceship (Dentro de la nave espacial): El único título utilizado en los documentos de producción de 1960, también utilizado por el escritor David Whitaker en toda su correspondencia a lo largo de su vida.
- Beyond the Sun: Utilizada en la primera edición del catálogo de ventas de BBC Enterprises de 1974, A Quick Guide to Dr. Who, aunque la segunda edición evita darle ningún título a la historia. En realidad este era un título provisional para The Daleks, y a veces también se otorgaba a una historia nunca realizada de Malcolm Hulke titulada The Hidden Planet.
- The Brink of Disaster, el título del segundo episodio, elegido arbitrariamente por los fanes a falta de otra cosa.
- The Edge of Destruction, el título del primer episodio, elegido arbitrariamente en la segunda edición de 1976 de The Making of Doctor Who a falta de otro título conocido, y se usó posteriormente en los lanzamientos posteriores en novela, VHS y DVD.

## Lanzamientos en VHS y DVD
Este serial se publicó en VHS en 2000 como The Edge of Destruction and Dr. Who: The Pilot Episode. El lanzamiento para Estados Unidos y Canadá en 2001 también incluyó The Missing Years, el documental de 1998 que se publicó en VHS con The Ice Warriors en el Reino Unido. En 2006, se incluyó en la recopilación en DVD de 2006 junto con los dos seriales anteriores.